# 予祝芸能
予祝芸能（よしゅくげいのう）とは、伝統芸能を信仰の面からとらえたときの、萬歳や春駒など新春をことほぐ芸能や、農作業のあらましをあらかじめ一通り演じて順調に稲が実るように祈願する田遊び・御田などを指す。
あらかじめ祝福することで、そのことの実現を祈るもので、その背景には言霊の信仰・思考法がある。獅子舞や風流踊りにおける「屋敷ぼめ」の歌などにも、同様の性格がみてとれる。予祝芸能に対し、災害を取り除く意味合いの強いものを除災芸能と呼ぶことがある。